# Halo de 46°
Pour les articles homonymes, voir Halo.
Le grand halo, également appelé halo de 46°, est un photométéore rare qui se produit autour du Soleil ou de la Lune. Il est causé par la double réfraction de la lumière provenant de ces sources et passant à travers une mince couche de cristaux de glace, comme ceux d'un cirrus. Il prend la forme d'un anneau circulaire d'ouverture de 46° avec l'axe qui relie la source et l'observateur, et l'intensité de ce halo est beaucoup plus faible que celui du petit halo.
Le grand halo est souvent confondu avec l’arc supralatéral et l’arc infralatéral. Ces derniers sont des arcs convexes qui peuvent être tangents localement au grand halo, qui lui est concave, au-dessus ou en dessous du cercle parhélique.

## Formation

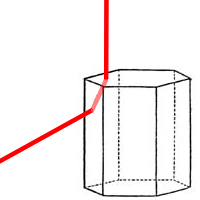
Trajet du rayon lumineux entrant par le sommet de la colonne de cristal et ressortant par le côté

Ce halo naît quand la lumière du Soleil ou de la Lune passe à travers un cirrus ou un cirrostratus ayant des cristaux dont la forme principale est un prisme hexagonal de taille uniforme qui se forme à des températures inférieures à -15 degrés Celsius. La trajectoire de la lumière se fait à travers les cristaux dont les faces forment un angle de 60 degrés. Le rayon incident dans le cas du grand halo entre par le sommet ou la base de la colonne de cristal, subit une réfraction au changement de milieu et des réflexions internes avant de ressortir par une face latérale en subissant une seconde réfraction (voir image),.
L'angle entre le rayon incident et celui qui émerge du cristal ne peut être inférieur à 46 degrés dans ce cas; c'est pourquoi le halo a la forme d'une couronne de 46 degrés de rayon, très définie en son bord intérieur et diffus en son bord extérieur. Cette zone diffuse est créée par la traversée du cristal par le rayon sous différents angles autres que 46 degrés. Le grand cercle est particulièrement coloré avec les arcs supérieurs tangents,.

## Signification météorologique
Le fait d'observer un halo nous permet de connaître immédiatement la température du nuage, l'état physique de l'eau, la taille, la forme et l'orientation des cristaux de glace. Puisqu'il est nécessaire d'avoir des nuages pour la formation des phénomènes de halos, leur présence indique aussi que l'air est humide en altitude. Comme les cirrus ne sont pas des nuages de pluie, les grands halos peuvent se former même s'il fait beau. Par contre, si les nuages épaississent rapidement et si des cirrostratus apparaissent, il est possible qu'un front chaud ou des orages approchent et que des nimbostratus donneront des précipitations plus tard.

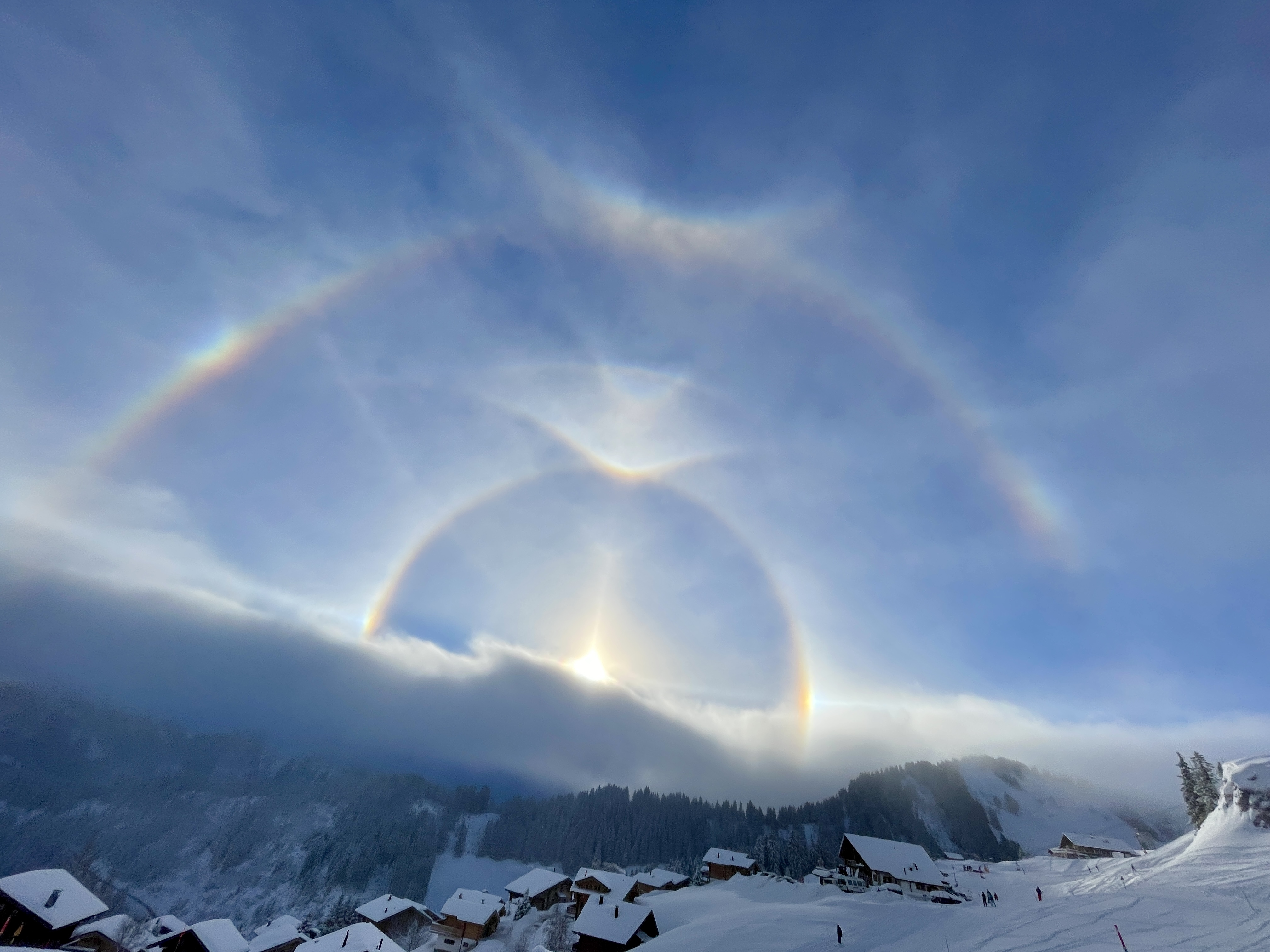
Un grand halo avec un arc circumzénithal, au dessus d'un halo de 22° doté d'un arc de Parry.
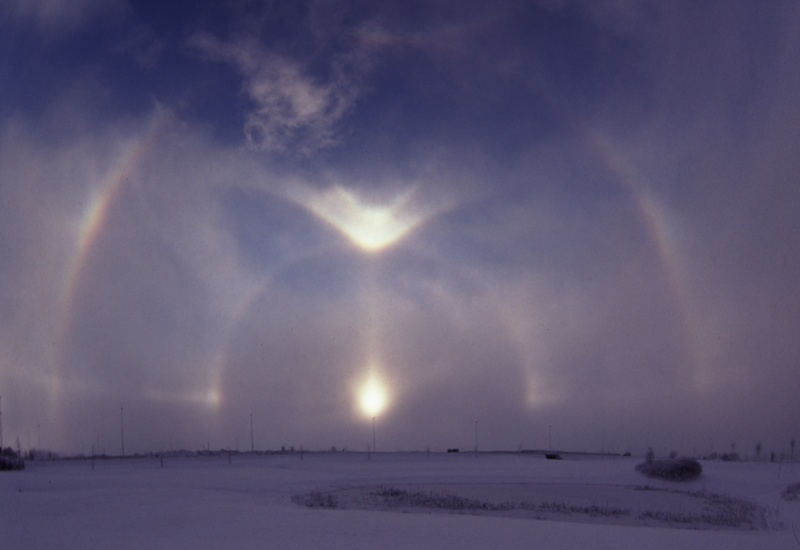
Grand halo (second à l'extérieur) photographié en Suède (2003).